# Армэ
Арме (Урме, Уруме, Уруму, Ариме, Арима, Урмеухи, Урмеуни, Армани) — древнее лувийско-хурритское государственное образование (царство)  в XIII-XI веках до н. э. на юго-западе Армянского нагорья в Сасунских горах, к юго-западу от озера Ван.
Вместе с царством Хайаса, располагавшимся на северо-западе Армянского нагорья в XV-XII веках до н. э., являлось наследницей древней Арматаны, царства на западе Армянского нагорья и в Приевфратье, существовавшей с XVI века до н.э по XIV век до н.э.
Так же , как и царство Хайаса объединилось в племенной союз с народом Ацци(Аззи), перед лицом угрозы со стороны Хеттской империи, Армэ объединилось в государственный союз со страной Шуприа.
Ученые связывают название Арме, с названием Армения. Арме-Шубрия и государство Мелид-Камману, несомненно, явились ядром формирования армянского этноса и сыграли большую роль в возникновении армянской государственности.
У ассирийцев названия Арме отождествляется с Шубрией. Центром Арме был город Нехериа (Наири ?), он находился в долине верхнего Тигра; Центром Шубрии ассирийские источники считают г. Уппуму (Уббуму), наряду с г. Кулмери (ассир. Куллимери) как центр Урме.
До XIII в. до н.э. население Арме-Шубрии состояло из хурритских племен, близких к урартам, и было смешано с лувийцами. В XIII - XII вв. до н. э., племена мушков (фрако-фригийские племена), после разрушения ими Хеттской державы стали проникать в страны армянского нагорья, и также вошли в Арме-Шубрию.
Главной опасностью для стран Армянского нагорья с XIII в. до н.э. становится Ассирия. Укрепившись в северной Месопотамии, ассирийцы начинают теперь совершать набеги в горы с целью захвата рабов и скота. Древнейшая из известных нам надписей, упоминающих Ариме, относится к XIII веку и описывает поход Салмансара I на нее и страну Уруатри (Урарту). Надписи описывают упорную борьбу Салманасара I в 1256 году до н. э. с Арме. Фрако-фригийцы принадлежали к «народам моря» и Ассирийцы путали аримов-урумейцев с мушками и называли то мушками, то урумейцами. Согласно тексту ассирийских анналов, мушки вошли в союз с местными жителями и вели войны с Ассирией. В начале IX в. до н.э., в ассирийских надписях мушки и племена урумов (урумейцев) упоминаются на этой же территории уже в качестве земледельческих племен. В XII веке страна Арме упоминается уже под именем Уруме в надписях Тиглатпаласара I. Одна из надписей царя Тиглатпаласара I (1115—1077) сообщает о вторжении войск урумейцев и хаттов в страны Алци (Алзи) и Пурулумци занятые за 50 лет до этого мушками (факт, который может объяснить путаницу в отношении урумейцев и мушков). С XII века дошел список стран царств Наири, составленный царем Шамши-Ададом II, в которой снова упоминается название Арима. От царя Ашшурнасирапала I имеется надпись, в которой он сообщает, что принял в Тушхе дань от стран Шуприя, Нирбу и Уруме.
Известно, что страны, расположенные к северу от Месопотамии, как, например, Арме-Шуприа, обрели возможность укрепить свои позиции и отбивать новые нападения Ассирии, которые были предприняты снова в X веке.
Арме-Шубрия Вместе с мушками и другими народами Армянского нагорья и государствами Наири попала под власть Урарту в IX веке до н. э.
Асархаддон (Эсархаддон) в 674 году до н. э. предпринял поход против Шубрии, изображенный в «Письме к богу Ашшуру», и покорил её. Напрасно осажденные в г. Уппуму шубрийцы пытались сжечь ассирийские осадные сооружения горящей нефтью — ассирийский царь взял, наконец, Уппуму, Куллимери и другие шубрийские крепости. Царь Арме-Шубрии был низложен, и страна была ненадолго завоевана в 673 г. до н.э. ассирийским царем Асархаддоном в течение около 30 лет. Арме-Шубрия, Мелид-Камману, Алзи, как и другие страны Армянского нагорья, снова добиваются независимости.
Сейчас уже признано, что зачатки армянской государственности уходят не только в эпоху падения Урарту и Ассирии, но и глубже; зачатком ее могло быть царство Арме-Шубрия, как считает Б.Б. Пиотровский, предполагающий здесь создание скифско-армянского объединения на рубеже VII и VI вв. до н.э., но которое сложилось как государство значительно раньше.
В качестве зачатка армянской государственности можно рассматривать и любое  хурритское, урартское или лувийское государство на территории Армянского нагорья — и эти государства были тоже созданы не чуждыми армянам этническими группами, а людьми, потомки которых влились в армянский народ, хотя сами они и говорили на других языках.
Страна Арме возглавляла территориальный союз, в который входило и «царство» мушков, страны Паххува, Цухма, Тегарама, Мелид-Камману, Ишува, Шуприа, Алше, Пурулумци и много других «стран». Союзу удалось объединить все мелкие страны и народы Армянского нагорья в одну политическую единицу. Союз, возглавляемый страной Арме, получил возможность использовать период бессилия Урарту  (VI до н. э.) и захватить его политическое наследие.  Слияние двух народов арминов и мушков, было очень важным фактором; оно привело к созданию на урарто-хурритском субстрате господствующего языка, первоначально в территориальном союзе, на юге Урарту; это был будущий армянский язык.